# Muçi Zade
Muçi Zade (XVIII wiek) – albański poeta, znany jako autor jednego tylko wiersza Imzot, mos më lerë pa kahve (Panie, nie pozostawiaj nas bez kawy), którego historyczne znaczenie wynika z faktu, że był pierwszym utworem stworzonym w ramach tradycji kultury islamskiej, zapisanym pismem arabskim. Wiersz jest żartobliwym lamentem miłośnika kawy, któremu zabrakło ulubionego napoju i nie może się go napić po zachodzie słońca w czasie ramadanu. Utwór został odnaleziony w rękopisie z miejscowości Korça i jest opatrzony datą 1724. O jego autorze nic więcej nie wiadomo. Wiersz składa się z sześciu czterowersowych zwrotek, rymowanych aaab, gdzie b jest refrenem, służącym za tytuł. Został napisany ośmiozgłoskowcem.
Na język angielski wiersz przełożył jako Lord, don't leave me without coffee Robert Elsie.